# ヤヌシュ・ラジヴィウ (1612-1655)
ヤヌシュ・ラジヴィウ（ポーランド語:Janusz Radziwiłł；リトアニア語:Jonušas Radvila, 1612年12月12日 - 1655年12月31日）は、ポーランド・リトアニア共和国のマグナート、公（帝国諸侯）。1633年よりリトアニア副大蔵官、1646年よりリトアニア野戦ヘトマン及びジェマイティア総督、1653年よりヴィリニュス県知事、1654年よりリトアニア大ヘトマンを務めた。またカミェニェツ、カジミェシュ・ドルヌィ、シェイヴェイの代官でもあった。

## 生涯

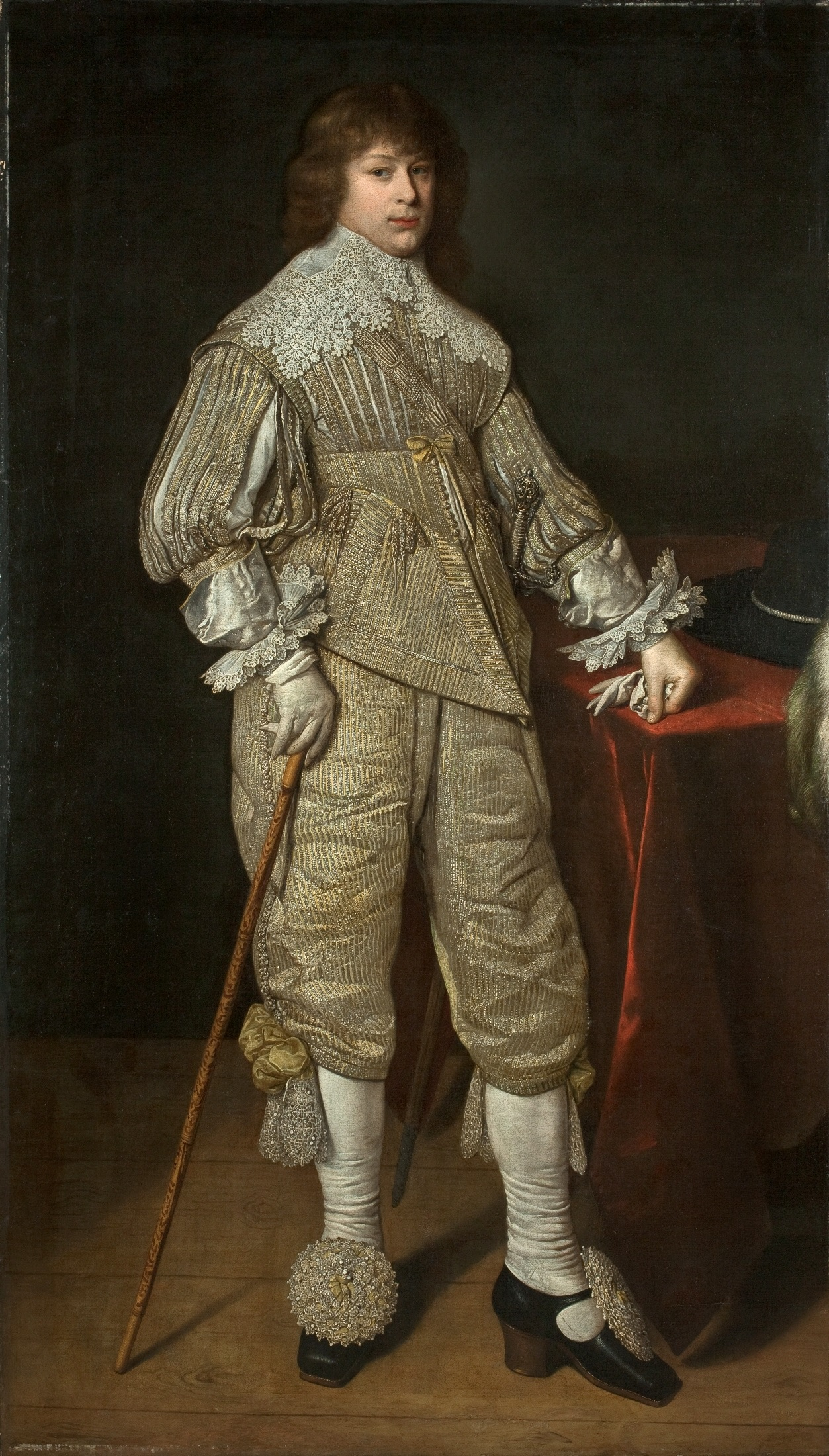
ヤヌシュ・ラジヴィウ、デイヴィッド・ベイリー画、1632年

リトアニア大ヘトマンのクシシュトフ・ラジヴィウの息子に生まれ、ケダイネイの所領を相続した。ドイツとネーデルラントで教育を受け、1633年にはスモレンスク戦争に参加している。彼はプロテスタントだったが、1638年にカトリック教徒のカタジナ・ポトツカと結婚し、1男1女を儲け、娘アンナ・マリアは後に従弟のボグスワフ・ラジヴィウに嫁いでいる。1645年にはモルドヴァ公国の統治者ヴァシーレ・ルプの娘マリアと再婚している。ヤヌシュはリトアニアのプロテスタント地域の保護者であり、多くのプロテスタントのための教会や学校を支援していた。
過去数十年にわたり、さらなる地位と富を得ようとするラジヴィウ家と、ポーランド・リトアニア共和国の利害関心は互いに齟齬をきたしていた。同家の人々はリトアニア大公国の支配権を獲得しようと試み、この傾向はヤヌシュが一族を代表していた時期に最も顕著になった。
ポーランド・リトアニア共和国に対するヤヌシュの分離主義的な野心は早いうちから顕著になっていた。1651年、キエフに進駐して反乱したウクライナ・コサックと戦った時、彼は自らの勝利を、600年前にポーランド史上初めてキエフを占領したボレスワフ1世のそれになぞらえる記念メダルの発行を命じた。ヤヌシュは県知事職やヘトマン職を獲得するため、国王ヤン2世カジミェシュに対し自身の影響力を行使して圧力をかけた。1652年には、彼は自由拒否権を行使してセイム（共和国議会下院）とを機能麻痺に陥らせている。
1654年8月、ヤヌシュはロシア・ポーランド戦争におけるシュクロウの戦いでロシア軍を打ち破ったが、これが彼にとって最後の戦勝となった。数週間後、彼はシェペレヴィツィの戦いでロシア軍に敗れている。さらにその数ヵ月後、スウェーデンによるポーランド侵攻（大洪水時代）が始まると、ヤヌシュは従弟のボグスワフと一緒にスウェーデン王カール10世グスタフとの交渉を始めたが、これにはポーランド・リトアニア間の連合関係を解消する目的があった。ラジヴィウ家を独占支配者とするリトアニア国家を実現しようとするラジヴィウ側と、ポーランド・リトアニア共和国の弱体化を画策するスウェーデン側の思惑が一致した。1655年10月、ヤヌシュとボグスワフはスウェーデンとリトアニアの国家合同を成立させるケダイネイ条約に調印した。

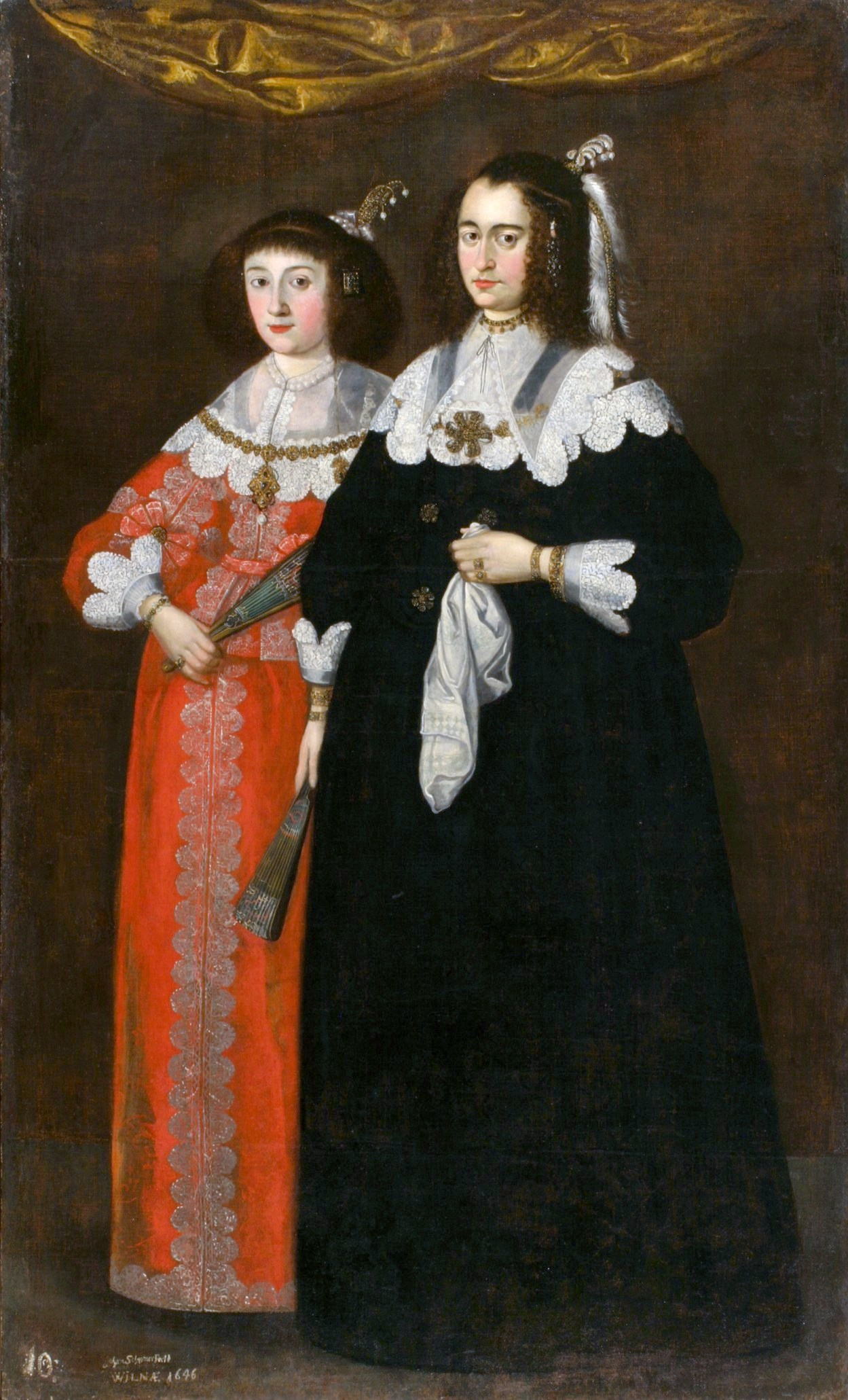
ヤヌシュの2人の妻を描いた肖像画、1640年代

ヤヌシュのようにポーランド・リトアニア共和国の貴族民主主義の内部崩壊に憂いた者は少なくなかった。実際、王冠領副大法官ヒェロニム・ラジェヨフスキや、王冠領財務長官ボグスワフ・レシチニスキなど多くのポーランド貴族が、ヤン2世カジミェシュをイエズス会以外には支持基盤のない弱体な王だと判断しており、カール10世グスタフにポーランド王位につくよう勧めていた。ヤン2世カジミェシュにはポーランド・リトアニア共和国の主要貴族の間にほとんど友人がおらず（したがって国内に確たる支持基盤がなく）、その原因は彼がオーストリア寄りで、サルマティア主義の流行及び共和国の政治文化を軽蔑するような態度をとっていたためであった。ポズナン県知事クシシュトフ・オパリンスキがヴィエルコポルスカをカール10世グスタフに明け渡すと、他の県知事達もこれに続いた。

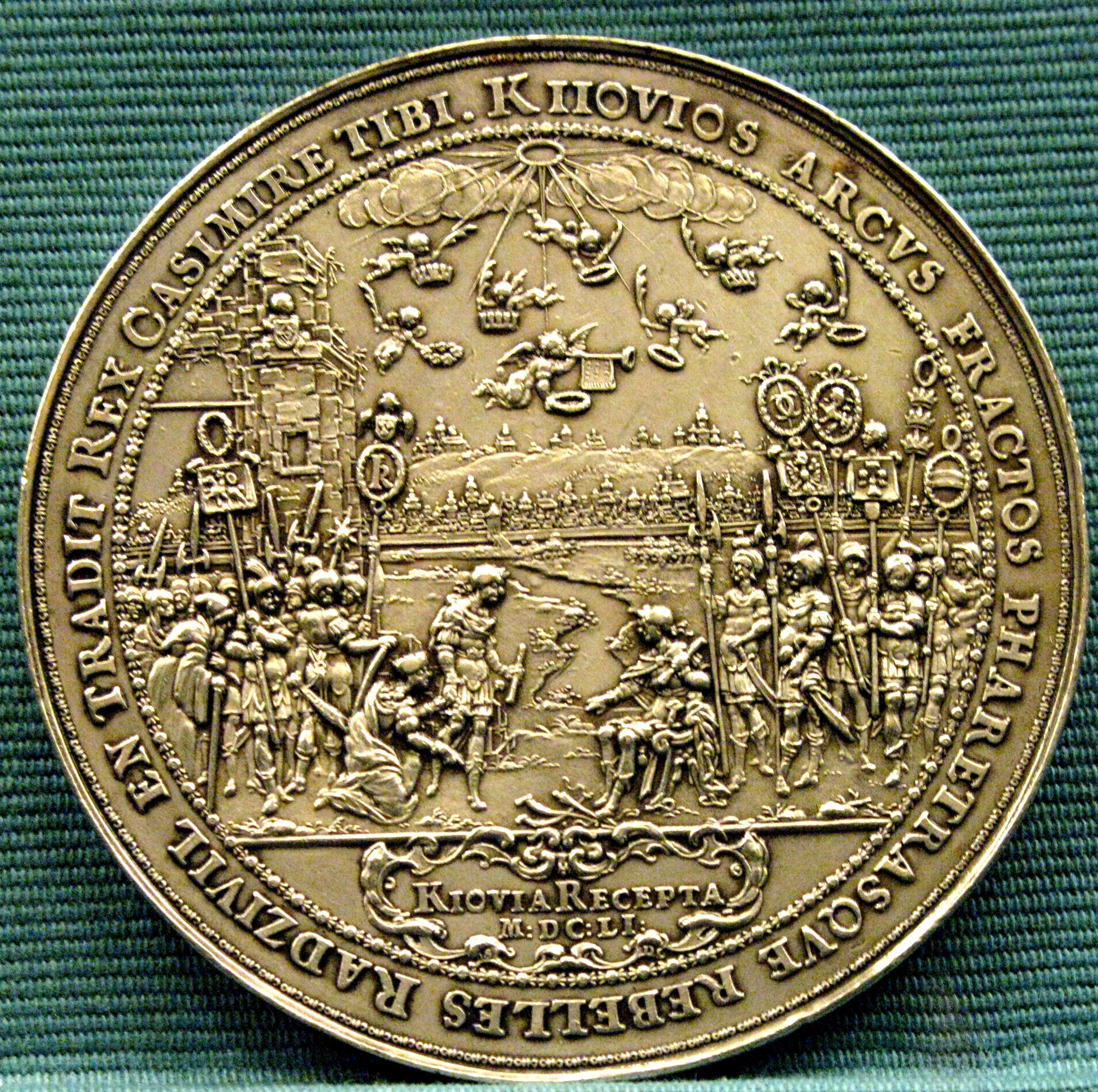
1651年のキエフでのヤヌシュの勝利を記念するメダル

だが、ポーランド・リトアニア共和国領のほとんどがスウェーデン軍によって占領された後、ヤスナ・グラ修道院の戦いやティショフツェ連盟の結成に勢いづけられる形で、ヤン2世カジミェシュと彼の支持者は徐々に反転攻勢を開始した。ヤヌシュ自身はケダイネイ条約が結ばれた2か月後、ポーランド国王軍に包囲されたティコツィンで亡くなった。共和国軍がスウェーデン軍を1657年に撃退したことで、ヤヌシュとボグスワフの野望は水泡に帰した。
ヤヌシュの息子クシシュトフは夭折、ボグスワフと結婚した娘アンナ・マリアには娘しか生まれず、ヤヌシュとボグスワフの系統は次の世代で絶えることとなった。血筋自体は孫娘ルドヴィカ・カロリナ・ラジヴィウを通じてバイエルン国王マクシミリアン1世に受け継がれた。1914年、ヤヌシュの子孫の1人アマーリエ・イン・バイエルンの寡夫のウラッハ公ヴィルヘルムがリトアニア王に選ばれたが、第一次世界大戦の結果、彼が正式に王位につくことはなかった。この従兄弟の系統は絶えている。
いっぽう、ラジヴィウ家そのものはその後も存続し、現在も、本家の前当主で第二次世界大戦のさいに巨大貴族（オルディナト）としての自らの膨大な財産をなげうってレジスタンス組織「国内軍」の下士官となり占領者ドイツを相手に闘ったコンスタンティ・ミコワイ・ラジヴィウ2世の孫で2011年現在ドナルド・トゥスク政権で副財務相を務めるドミニク・ラジヴィウなど一部はポーランドのテクノクラートとしてずっとワルシャワに、一部は裕福なポーランド系アメリカ人として20世紀半ばよりニューヨークに居住している。したがってラジヴィウ家の人々は現代では熱狂的なポーランド愛国者であり、この一家がみなこの17世紀のヤヌシュとボグスワフの兄弟のような売国奴であるかのように解釈することは正しくはない。
ヤヌシュとボグスワフは現代のリトアニア共和国ではリトアニア民族独立の英雄として扱われている一方、ポーランド・リトアニア共和国では多民族共和国の結束と連帯を裏切って連邦制度を衰退させる発端を作った愚か者従兄弟として扱われたが、ポーランド・リトアニア共和国の後継国家を自認する現在のポーランド共和国でも、一定の同情は得た上ではあるが全体的には自己中心的な分離主義者たちとして評価されている。ポーランドの歴史では、ヤヌシュはポーランド・リトアニア共和国を繁栄から没落へと導いたリトアニア大貴族の1人として記憶されている。